# L'Aigle de la Neuvième Légion (roman)
Pour les articles homonymes, voir L'Aigle de la Neuvième Légion.
L'Aigle de la Neuvième Légion (titre original : The Eagle of the Ninth) est un roman d'aventure historique pour la jeunesse écrit par Rosemary Sutcliff, et publié en 1954. L'histoire se déroule dans la Bretagne romaine, au IIe siècle apr. J.-C., après la construction du mur d'Hadrien. Elle est inspirée de l'histoire supposée de la légion IX Hispana.

## Résumé
Marcus Flavius Aquila est un jeune homme ambitieux. Originaire d’Étrurie, orphelin de père et de mère, il suit la trace paternelle et poursuit une carrière militaire. Nommé centurion commandant la garnison romaine d'Isca Dumnoniorum (Exeter) sur la frontière , il est chargé de faire régner la paix romaine en Bretagne. Malheureusement, une révolte d'autochtones éclate, et Marcus est gravement blessé à la jambe lors d'un combat : son handicap le fait démobiliser. Il doit partir pour Calleva Atrebatum (Silchester) où il se remet de sa blessure chez son oncle Aquila, frère de son père, dont il fait alors la connaissance. Durant les Saturnales, Marcus assiste à un combat de gladiateurs. Il rachète l'un des combattants, Esca, fils d'un chef des Brigantes vaincus par les Romains. Marcus gagne sa confiance et se lie d'amitié avec lui.Lors d'une chasse Esca lui rapporte un louveteau a son chevet, ainsi qu'avec la jeune Cottia, nièce du magistrat local Kaeso, voisin d'Aquila. De la tribu des Iceni, elle n'apprécie pas d'être romanisée par sa famille. Après plus d'une année passée à se rétablir, ayant appris que des rumeurs racontent que l'aigle disparue de la IXe légion aurait été vue par delà le Mur d'Hadrien, Marcus obtient la charge d'une mission périlleuse : il doit en savoir plus, et tenter de retrouver l'aigle, étendard et symbole de la légion. Sa possession par des tribus rebelles pourrait en faire une arme redoutable contre Rome. La IXe légion avait disparu mystérieusement, au nord de l'île, douze ans auparavant, dans la province de Valentia, hors du contrôle romain. Sous les traits d'un oculiste grec ambulant, et accompagné d'Esca, Marcus s'enfonce en territoire picte, pour retrouver la trace de l'aigle...

## Inspirations historiques et sources diverses
Dans la préface de la version anglaise, Rosemary Sutcliff explique s'être inspirée de deux éléments réels : la disparition de la Legio IX Hispana (Neuvième légion), et la découverte d'un aigle romain sans ailes lors de fouilles archéologiques à Silchester, ancien site de la ville de Calleva Atrebatum. Cependant, celui-ci n'était pas l’étendard d'une légion, mais vraisemblablement un reste d'une statue de Jupiter. Elle interprète également le nom de la légion en disant que les soldats étaient originaires d'Espagne, mais le titre d'Hispana lui a sans doute été attribué pour des victoires dans cette région.
Au moment où Sutcliff écrit, une théorie largement répandue affirme que la légion a disparu à la suite d'une période de troubles au début du règne de l'empereur Hadrien (117-138). Cette thèse est maintenant remise en question, puisque plusieurs détachements de la neuvième légion se trouvaient à la frontière du Rhin plus tard qu'en 117. Cela laisserait supposer que la légion fut décimée à l'est de l'empire, et non pas en Grande-Bretagne. Cette théorie est désormais également mise en doute par certains historiens.
L'origine du nom d’Esca provient probablement du roman de George Whyte-Melville, The Gladiators (1864), dont la mère de Sutcliff lui faisait la lecture.
La chanson de marche des légionnaires de la IXe légion (qui joue un rôle important dans l'intrigue), "The Girl I Kissed At Clusium", est sans doute inspirée d’un poème de Thomas Babington Macaulay, "Horatius (at the Bridge)", que Sutcliff aimait à déclamer quand elle était jeune, ainsi qu’elle le précisait dans son autobiographie Blue Remembered Hills.

La peinture de la Bretagne romaine faite par Rosemary Sutcliff, bien que parfois confirmée par des fouilles archéologiques ultérieures, est cependant tributaire de son époque. Si sa vision des rapports humains et de la hiérarchie sociale romaine est factuelle et historiquement fondée, elle n'en pas moins parfois anachronique. Pour le Docteur Jessica Cobb qui a soutenu une thèse de doctorat sur les interactions entre Romains et Bretons dans le roman, sa thèse analyse
la manière dont [la romancière] démontre l’influence du contexte socio-politique et de l’arrière-plan culturel contemporain de sa rédaction dans sa peinture de l’interaction entre les Romains et les Bretons. On y démontre que le roman rejette la représentation stéréotypée de l’interaction entre des cultures différentes, dans laquelle la culture de l’envahisseur ou du colonisateur est perçue comme ayant une position supérieure ou étant vecteur de changement, souvent considéré comme une amélioration de la culture autochtone. Le rejet de Sutcliff de cette attitude démontre que le roman anticipe les concepts modernes de l’interaction entre les cultures, qui se sont développées à partir d’une perception stéréotypée.
La comparaison avec l’adaptation cinématographique de 2011, The Eagle démontrera que  le film (fait quelque 50 ans après la parution du roman, et dans un contexte socio-politique entièrement différent) retourne aux stéréotypes rejetés par Sutcliff. L’étude conclut que les influences des arrières plans socio-politiques influences la représentation des interactions romano-bretonnes tant dans le film que dans le roman, et en conclut que chacun doit être examiné dans son propre contexte contemporain. (Abstract, [p. 3]). 
Dans une interview à BBC Radio Times en 1977, Rosemary Sutcliff précisa que L'Aigle de la Neuvième Légion était l'un de ses livres préférés dans son œuvre : "J'aurais aimé qu'il ne le soit pas, car c'est l'un des tout premiers. Je pense, et j'espère avoir écrit bien mieux par la suite. Mais c'est mon préféré. Une partie de moi était Marcus, et l'autre partie était amoureuse de lui". En 1986, elle redira qu'en ce qui concerne ses personnages favoris, elle "avait énormément d'affection pour Marcus".

## Adaptations radiophoniques
Adaptation radio en six épisodes pour la BBC, diffusée de février à avril 1957, puis septembre et octobre 1958, avec Marius Goring (Marcus Flavius Aquila). En 1963, ces épisodes ont été condensés en une dramatique de 90 minutes.

## Adaptation TV
La BBC Scotland a produit une adaptation au petit écran en 1977, en une série de 6 épisodes de 30 minutes, avec Anthony Higgins (Marcus), Christian Rodka (Esca), Patrick Malahide (Cradoc), Peter Whitbread (père de Marcus), Patrick Holt (Aquila), Gillian Bailey (Cottia), Bernard Gallagher (Drusillus)... Le scénario a été écrit par Bill Craig.
Les masters de la BBC ont longtemps été considéré comme perdus, bien qu'un mauvais enregistrement VHS des années 1980 ait circulé, mais la série a été commercialisée en 2018 en DVD (comportant un sous-titrage anglais uniquement) par Simply Media.
Très fidèle au roman, et conservant même une partie importante des dialogues d'origine, cette adaptation a été extrêmement appréciée par la romancière : selon son filleul Anthony Lawton, détenteur de son droit moral, Rosemary Sutcliff adorait la série, et elle "conservait une photo de Marcus (Anthony Higgins) sur son bureau dans le Sussex."
L'aigle figurant dans cette mini-série est une copie de l'aigle en bronze conservée au musée de Reading.

## Adaptation au cinéma
Le livre a fait l'objet d'une adaptation au cinéma, réalisée en 2011 par Kevin Macdonald. Channing Tatum tient le rôle de Marcus et Jamie Bell y incarne Esca.

## Appréciations du roman
Anthony Lawton a relevé qu’Hayao Miyazaki a inclus la "trilogie de l’Aigle", dont L’Aigle de la Neuvième Légion est le premier tome, dans ses 50 livres pour enfants favoris.
L’auteure Lindsey Davis, créatrice des polars historiques romains mettant en vedette l’enquêteur Falco, a listé L’Aigle de la Neuvième Légion parmi ses sources d’inspirations : "Harponné [par le résumé] ? Si ce n’est pas le cas, vous êtes un cas sans espoir. Un roman merveilleux, pour les enfants de tous les âges.".